# مادلين هنتر
مادلين هنتر (بالإنجليزية: Madeline Hunter)‏ هي كاتِبة أمريكية، ولدت في 1952.